# Durlaphone
Durlaphone was een vroeg, pionierend Nederlands muzieklabel in de jaren vijftig en zestig en werd opgericht door Evan Durlacher. Het label wordt herinnerd vanwege de eerste opnames van The Cats toen zij nog niet landelijk bekend waren.

## Geschiedenis
Durlacher (1925) vervulde zijn dienstplicht net na de Tweede Wereldoorlog in Nederlands-Indië. Hier was hij geluidsman voor Nirom Batavia, van waaruit het Nederlandse leger zijn programma's liet uitzenden. Hier werkte hij samen met  onder meer Piet te Nuyl sr. en nam hij zijn eerste plaatje op met Oudindische liedjes voor De Heer Valk, die onder deze naam in 1965 ook nog enkele nummers bij Durlaphone op de plaat zette.
Terug in Nederland schafte hij zich een bandrecorder aan zo gauw deze voor hem betaalbaar werd. In het pand aan de Oudezijds Voorburgwal 200, op de Wallen in Amsterdam, richtte hij ongeveer in de jaren vijftig een geluidstudio op in een vrijstaande kantoorruimte waar zijn ouders waren gevestigd met een textielkantoor onder de naam "Audio-Visual Productions". Gedurende dertien jaar hield hij zich vooral bezig met het maken van geluidsopnames voor radio en film. Verder maakte hij commercials voor televisie en bioscoop.
Medio jaren zestig bracht het label werk voort waar het vooral bekend om is gebleven, omdat het de eerste opnames waren van artiesten die later landelijke bekendheid verwierven. Een ervan is Martine Bijl die toen nog op school zat. Ze werd aan Durlacher voorgesteld door de vriend en compagnon, Ben Levi. Zij nam een viertal nummers op onder het andere label van Durlacher "Obelisk". Zij nam nog twee nummers op waaronder Het Bloemendaalse bos, dat een vertaling van Ernst van Altena is van Y a un arbre van de zangeres Barbara. Deze liedjes kwamen echter niet op Durlacher's label uit, Martine Bijl stapte over naar Willem Duys' Relax label.
In 1965 tekenden The Cats een contract met Durlacher en Levi, waarna ze nog hetzelfde jaar hun eerste drie singles (zes liedjes) opnamen: Juke-box, Somewhere over the rainbow en Ave Maria no morro. Geen van drie bereikte de Top 40.
Volgens Arnold Mühren, voormalig bassist van The Cats, was de studio erg klein, ongeveer 2,5 bij 3 meter, en waren er twee bandrecorders en één luidspreker aanwezig. Via een galmkamer op de zolder werd een ruimtelijk effect gecreëerd. Vanwege deze galmkamer moesten de opnames elk half uur onderbroken worden wanneer de kerkklokken sloegen die op de zolder te horen waren. Op de ene bandrecorder werd de muziek opgenomen en vervolgens werd deze afgespeeld en samen met de zang op de tweede bandrecorder opgenomen.
Een andere muziekgroep die er in 1966 muziek opnam, was I Soliti Quattro. De pianist van deze groep was Roberto Borsato, vader van zanger Marco Borsato.